# Yuri Ahronovitch
Yuri Ahronovitch, ros. ‏Юрий Михайлович Аронович Jurij Michajłowicz Aronowicz (ur. 13 maja 1932 w Leningradzie, zm. 31 października 2002 w Kolonii) – izraelski dyrygent pochodzenia rosyjskiego.

## Życiorys
Studiował w Konserwatorium Leningradzkim u Natana Rachlina i Kurta Sanderlinga. Był dyrygentem orkiestr w Saratowie (1956–1957) i Jarosławiu (1957–1964). Od 1964 do 1972 roku był dyrygentem Radiowej Orkiestry Symfonicznej w Moskwie. W 1972 roku wyjechał do Izraela i otrzymał izraelskie obywatelstwo. Współpracował z Izraelską Orkiestrą Filharmoniczną. Dyrygował Gürzenich-Orchester w Kolonii (1975–1986) i Szwedzką Królewską Orkiestrą Filharmoniczną w Sztokholmie (1982–1987). Dokonał licznych nagrań płytowych, m.in. Symfonii „Manfred” Piotra Czajkowskiego, koncertów fortepianowych Siergieja Rachmaninowa, koncertów skrzypcowych Siergieja Prokofjewa oraz I i V Symfonii Dmitrija Szostakowicza.
W 1984 roku został wybrany na członka Królewskiej Akademii Muzycznej w Sztokholmie. Odznaczony został krzyżem komandorskim szwedzkiego Orderu Gwiazdy Polarnej (1987).